# デジタル文化財創出機構
一般財団法人デジタル文化財創出機構（デジタルぶんかざいそうしゅつきこう、英文表記：Society for Digital Heritage、略称：SDH）は、文化財のデジタル化と公開による文化情報発信と交流に寄与することを目的とした日本の団体である。

## 概要
文化財とその関連情報の集積の場である『ミュージアム』に新しい価値と機能を付加するため、文化財研究者、IT開発者、コンテンツ制作者などの専門家を情報とともに結集し、後世に継承すべき新しい形の文化資産『デジタル文化財』の創出支援と普及を目指して設立された。
デジタル技術を活用した文化資源情報の保存・公開・活用に関する政策提言や一般向けの啓蒙活動などを行っている。

## 沿革
- 2010年3月　文化財領域有識者による「『デジタル文化財の創出と活用』に関する懇談会」（発起人代表：青柳正規国立西洋美術館館長(当時））を開催

- 2010年5月　「『デジタル文化財の創出と活用』に関する懇談会」での問題意識・課題解決の受け皿として、国への政策提言をはじめ、「デジタル文化財」の創出支援と普及、文化情報の発信と交流に寄与すること等を目的に「一般財団法人デジタル文化財創出機構」を設立

- 2011年1月　全体戦略、永年保存技術・標準化、人材課題、知財権利 等の課題に対して「テーマ別研究会」を立ち上げ、議論の整理を開始

- 2011年7月　「政策提言」第一次骨子案を中間報告

- 2012年2月　オールジャパンの支援体制「100人委員会」結成

- 2012年2月　政策提言「文化情報の整備と活用」を発信

- 2013年3月　全国の文化資源実態把握にむけ、予備調査を実施（平成24年度「震災関連デジタルアーカイブ事業（総務省）」の一環）

- 2013年7月　青柳正規業務執行理事、文化庁長官就任のため退任

- 2013年9月　新業務執行理事に、長尾真 前国立国会図書館長 就任
- 2017年2月　青柳正規代表理事就任

## 主催事業
- 2010年11月　一般向け設立記念シンポジウム「進化するミュージアム2010」を開催

- 2011年7月　関係者向けシンポジウム「文化情報の整備と活用　～デジタル文化財が果たす役割と未来像」を開催

- 2012年2月　関係者向けシンポジウム「文化情報の整備と活用 ～デジタル文化財が果たす役割と未来像2012」を開催

- 2013年12月　一般向け公開講座シリーズ「文化資源の愉しみ方」第1弾　『響夜学～経営と文化のいい関係を考える～』　第1回「文化を守るには」を開催

- 2014年1月　一般向け公開講座シリーズ「文化資源の愉しみ方」第1弾　『響夜学～経営と文化のいい関係を考える～』　第2回「小布施町 30年の軌跡」を開催

- 2014年1月　一般向けシンポジウム「進化するミュージアム2014」を開催
- 2017年11月　一般向けシンポジウム「デジタル文化財の未来」を開催